# Randolph Roque Calvo
Randolph Roque Calvo (Hagåtña, 28 agosto 1950) è un vescovo cattolico statunitense, dal 20 luglio 2021 vescovo emerito di Reno.

## Biografia
Randolph Roque Calvo è nato a Hagåtña, nell'isola di Guam, il 28 agosto 1950.

### Formazione e ministero sacerdotale
Nel 1957 si trasferito con la famiglia a San Francisco e lì ha frequentato le scuole elementari. Ha proseguito gli studi al Saint Joseph High School Seminary di Mountain View e quindi al seminario "San Patrizio" di Menlo Park.
Il 21 maggio 1977 è stato ordinato presbitero per l'arcidiocesi di San Francisco. In seguito è stato vicario cooperatore della parrocchia del Santo Nome a San Francisco dal 1977 al 1979 e vicario cooperatore della parrocchia di San Pio a Redwood City dal 1979 al 1982. Nel 1982 è stato inviato a Roma per studi. Nel 1986 ha conseguito il dottorato in diritto canonico presso la Pontificia università "San Tommaso d'Aquino" con una dissertazione intitolata "Consultazione e consiglio presbiteriale: nuovo rilievo nella ratio legis". Tornato in patria è stato vicario giudiziale aggiunto dal 1986 al 1987; vicario giudiziale dal 1987 al 1997 e parroco della parrocchia di Nostra Signora del Monte Carmelo a Redwood City e docente di diritto canonico al seminario "San Patrizio" di Menlo Park dal 1997. È stato anche decano del decanato nº 11 dell'arcidiocesi di San Francisco, membro consiglio presbiterale, membro del collegio dei consultori, membro della commissione speciale per gli abusi sessuali sui minorenni e docente presso l'Istituto per la pratica nel tribunale matrimoniale dell'Università Cattolica d'America a Washington.

### Ministero episcopale

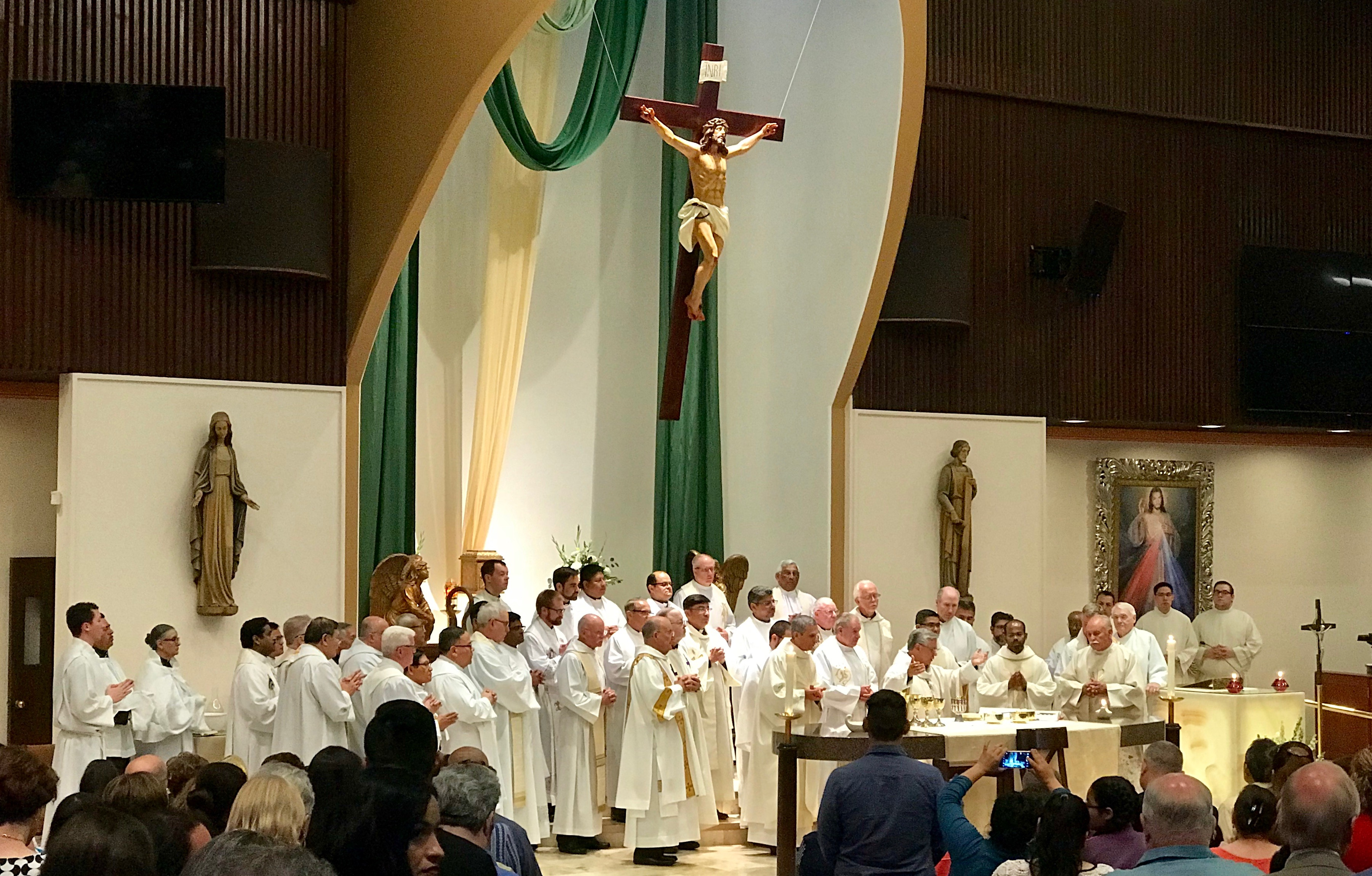
Monsignor Randolph Calvo ordina un nuovo sacerdote, padre Lucio Zuniga Rocha, presso la chiesa di Santa Teresa del Piccolo Fiore.

Il 23 dicembre 2005 papa Benedetto XVI lo ha nominato vescovo di Reno. Ha ricevuto l'ordinazione episcopale il 17 febbraio successivo dall'arcivescovo metropolita di San Francisco George Hugh Niederauer, co-consacranti il vescovo emerito di Reno Phillip Francis Straling e il vescovo ausiliare di San Francisco John Charles Wester. Durante il rito l'omelia venne pronunciata da monsignor John Raphael Quinn, arcivescovo emerito di San Francisco.
Nell'aprile del 2012 e nel gennaio del 2020 ha compiuto la visita ad limina.
È membro della Canon Law Society of America nel 1996 è stato eletto presidente della stessa.
Il 20 luglio 2021 papa Francesco ha accolto la sua rinuncia al governo pastorale della diocesi di Reno per motivi di salute; gli è succeduto Daniel Henry Mueggenborg, fino ad allora vescovo ausiliare di Seattle.

## Genealogia episcopale
La genealogia episcopale è:
- Cardinale Scipione Rebiba
- Cardinale Giulio Antonio Santori
- Cardinale Girolamo Bernerio, O.P.
- Arcivescovo Galeazzo Sanvitale
- Cardinale Ludovico Ludovisi
- Cardinale Luigi Caetani
- Cardinale Ulderico Carpegna
- Cardinale Paluzzo Paluzzi Altieri degli Albertoni
- Cardinale Gaspare Carpegna
- Cardinale Fabrizio Paolucci
- Cardinale Francesco Barberini
- Cardinale Annibale Albani
- Cardinale Federico Marcello Lante Montefeltro della Rovere
- Vescovo Charles Walmesley, O.S.B.
- Arcivescovo John Carroll, S.I.
- Cardinale Jean-Louis Anne Madelain Lefebvre de Cheverus
- Arcivescovo Ambrose Maréchal, P.S.S.
- Vescovo John Dubois, P.S.S.
- Arcivescovo John Joseph Hughes
- Cardinale John McCloskey
- Arcivescovo Michael Augustine Corrigan
- Cardinale John Murphy Farley
- Cardinale Patrick Joseph Hayes
- Arcivescovo John Joseph Mitty
- Vescovo Hugh Aloysius Donohoe
- Cardinale Roger Michael Mahony
- Arcivescovo George Hugh Niederauer
- Vescovo Randolph Roque Calvo